# Modave
Modave (valonă Modåve) este o comună francofonă din regiunea Valonia din Belgia. Comuna este formată din localitățile Modave, Outrelouxhe, Strée și Vierset-Barse. Suprafața totală a comunei este de 40,37 km². La 1 ianuarie 2008 comuna avea o populație totală de 3.753 locuitori. 

## Localități înfrățite
- Franța: Saugues.